# Götz Kreuzer
Götz Kreuzer (* 24. Januar 1940 in Friedersdorf, Kreis Zittau) ist ein deutscher Politiker (PDS, heute Die Linke).

## Leben
Kreuzer besuchte die Grundschule und Erweiterte Oberschule in Zittau und die Universität Rostock. Er diente von 1958 bis 1959 freiwillig in der NVA, arbeitete von 1963 bis 1981 als Angestellter und war von 1981 bis 1985 Betriebsdirektor des VEB Jugendmode in Rostock. 
1968 wurde Kreuzer Mitglied der SED, die später in die PDS aufging. 1985 wurde er 1. Stellvertreter, 1986 Vorsitzender des Wirtschaftsrates des Bezirkes Rostock. Er gehörte von 1986 bis 1990 dem Bezirkstag Rostock an und war von Dezember 1989 bis Mai 1990 Vorsitzender des Rates des Bezirkes Rostock. Anschließend war er bis Ende 1990 Abteilungsleiter bei der Treuhandanstalt Rostock.
Von 1990 bis 2002 war er Mitglied des Landtages Mecklenburg-Vorpommern. Dort war er stellvertretender Vorsitzender des Innenausschusses und stellvertretender Schriftführer, Vorsitzender des Ausschusses für Bau und Landesentwicklung sowie Vorsitzender des Rechtsausschusses. 1994 wurde er Mitglied der Bürgerschaft der Hansestadt Rostock. Er war zeitweise Vorsitzender des Aufsichtsrates der Hafenentwicklungsgesellschaft Rostock mbH.